# او-ترین
او-ترین (انگلیسی: O-Train) یک سیستم حمل و نقل متروی سبک در اتاوا، انتاریو، کانادا است که توسط اوسی ترانسپو اداره می‌شود. سیستم او-ترین دارای دو خط است، خط کنفدراسیون (خط ۱) با کارکرد الکتریسیته و خط تریلیوم با دیزل (خط ۲).